# プフングシュタット
プフングシュタット (ドイツ語: Pfungstadt, ドイツ語発音: [ˈp‿fʊŋʃtat]) はドイツ連邦共和国ヘッセン州南部ダルムシュタット＝ディーブルク郡に属する市。

## 地理

### 位置
プフングシュタットはダルムシュタットの南西約10kmのモーダウ川沿いに位置し、フランクフルト・アム・マインとハイデルベルクのほぼ中間点にあたる。

### 隣接する市町村
プフングシュタットは、北西はグリースハイム、北から東にかけては郡独立市のダルムシュタット、南東はゼーハイム＝ユーゲンハイム、南はビッケンバッハ、南西はゲルンスハイム、西はリートシュタット（最後の2つはグロース＝ゲーラウ郡）と境を接する。

### 市の構成
プフングシュタット市は、中核市区の他、ハーン区、およびアイヒ地区を含むエショルブリュッケン区からなる。

## 歴史
プフングシュタットは785年に初めて文献上に記録されている。それは、あるフランク人貴族がロルシュ修道院にその領地を寄贈した、という記録である。13世紀にロルシュ修道院が衰退すると、この村はカッツェンエルンボーゲン伯の所領となった。1442年にはツェント・プフングシュタット（ツェントは十分の一税の徴税に由来する地方行政区分）が創設された。モーダウ川沿いに多くの水車が造られ、この村は、最初の経済的発展を遂げた。プフングシュタットの役場は1614年に建設が始まり、1618年に完成した。三十年戦争では、市街地の多くの部分が灰燼に帰した。『マンスフェルトの被害リスト』に、略奪と焼き討ちの様が記録されている。18世紀の「クラップファブリーク」の設立でプフングシュタットの工業化が始まった。1845年以降になるとヴィルヘルム・ビューヒナーの「ウルトラマリーンファブリーク」やユストゥス・ヒルデブラントの「プフングシュテッター・ブラウエライ」をはじめ、マッチ、タバコ、レンガの製造工場が造られた。ヘッセン=ダルムシュタット議会でのビューヒナーの活動により、プフングシュタットは「ゼクンデア鉄道」によってライン=ネッカー鉄道と結ばれ、1886年12月20日に市に昇格した。
1901年から1908年の間にプフングシュタットに近代的な水力発電所が建設された。その余熱は、1908年の時点ですでに、数百mの長さがある運河を介して隣接するゲーテシューレや体育館、新しく造られた屋内プールの暖房に利用されていた。
1945年の解放直後からプフングシュタットではアメリカ軍兵士向けの新聞、「スターズ・アンド・ストライプス」が生産されていた。1948年の通貨改革で、新たな発展を迎えた。新たな工業地域と住宅地の整備が奨励された。1972年にそれまで独立した自治体であったハーンがプフングシュタットに合併した。また、1977年の自治体再編でアイヒ地区を含むエショルブリュッケンが合併した。これらの市域の拡大により、人口は17,200から23,000に増加した。

### 「プフングシュタット」という名前
名前は、古高地ドイツ語で「袋」あるいは「財布」を意味するpfungに由来する。おそらく、定住者と商人の関係からつけられた名称であると考えられている。

### 人口推移
| · | 現在、技術上の問題で一時的にグラフが表示されなくなっています。 |

## 行政

### 市議会
プフングシュタットの議会は、37議席からなる。

### 市長
2014年から、パトリック・コッホ (SPD) が市長を務める。

### 紋章
市の紋章は金地と青地に上下二分割。上部はカッツェンエルンボーゲン伯の赤い獅子。下部は3つの銀の蹄鉄。

### 友好都市
- レットフォード（イギリス、ノッティングハムシャー）1979年
- フィリーネ・ヴァルダルノ（イタリア、トスカーナ州）1993年
- グラディニャン（フランス、ジロンド県）1996年
- ヘーヴィーズ（ハンガリー）2005年

## 交通
プフングシュタットはアウトバーンA5号線とA67号線の間に位置する。また、連邦道426号線が2004年10月までこの町を貫いている。40年以上計画中のままだったバイパス工事が2000年に着工され、2004年10月8日に走行開始となった。やがてこの町を通る旧ベルクシュトラーセは、あるべき姿に戻っていった。プフングシュタットは、バス路線Pでダルムシュタットの市電やバスのネットワークにつながっている。路線PSはプフングシュタットとその市区であるエショルブリュッケン区を結んでいる。計画中のプフングシュタット鉄道の復活がなされれば、ダルムシュタットへもっと短い時間で行けるようになる。

## 文化と見所
プフングシュタットの見所は、樹齢約100年のジュンテルブーヒェ（ヨーロッパ・ブナの仲間）、プフングシュタット湿原、プフングシュタットの絞首台がある。また、大変に古いニレの木（地元では「レースト」と呼ぶ）もある。2006年にプフングシュタット市は「プフングシュタットを描いた本」文化賞を推理小説『Kirschen rot - Spragel tot』に授与すると発表した。「プフングシュタットを描いた本」賞は、国際的な「One City - one Book」（1つの街に、1冊の本を）運動の延長として設けられた。また、2008年には推理小説の文学コンクールが開催され、優れた短編小説16作品を収めた作品集が2008年9月に刊行された。

### 建築

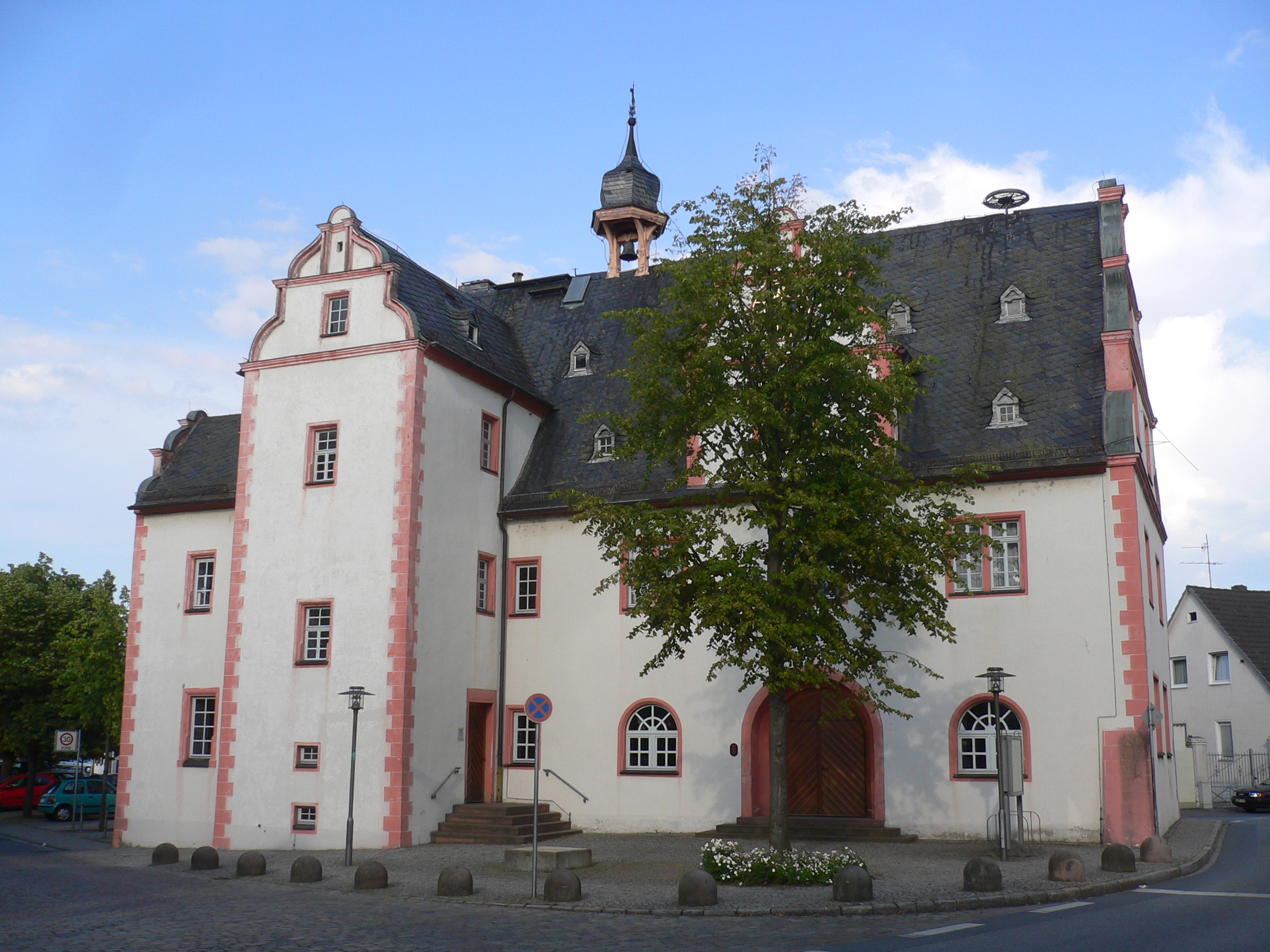
旧プフングシュタット市庁舎

1614年に建設されたバロック建築の旧役場は、元々モーダウ川の上に建てられていた。ビューヒナー邸は1860年頃にダルムシュタットの建築家カール・バルタザール・ハレスの設計に基づき建設された。この建物は。風変わりで損傷の激しい歴史主義的な建造物である。間仕切り、窓、化粧漆喰、壁絵は、それぞれ修復保護されている。2006年からプフングシュタット市による修復が行われ、その後公共施設として利用する計画が立てられている。ビューヒナー公園に属す建物の建設計画は様々な議論がなされている。旧牧師館は、16世紀に建てられた石造家屋で、階段状の破風を持っている。旧シナゴーグはヴィルヘルム・ビューヒナーによるウルトラマリンの青の中に金の星が輝く天井が修復されている。ブルンネン通りにある1901年建造の旧水力発電所は、250m離れたゲーテハウス（1907年から1908年に建造された）の体育館とプールを暖める当時としては最新の遠隔暖房施設を有していた。なお、ゲーテハウスのプールはヘッセンで最も古い公共屋内プールの一つであった。

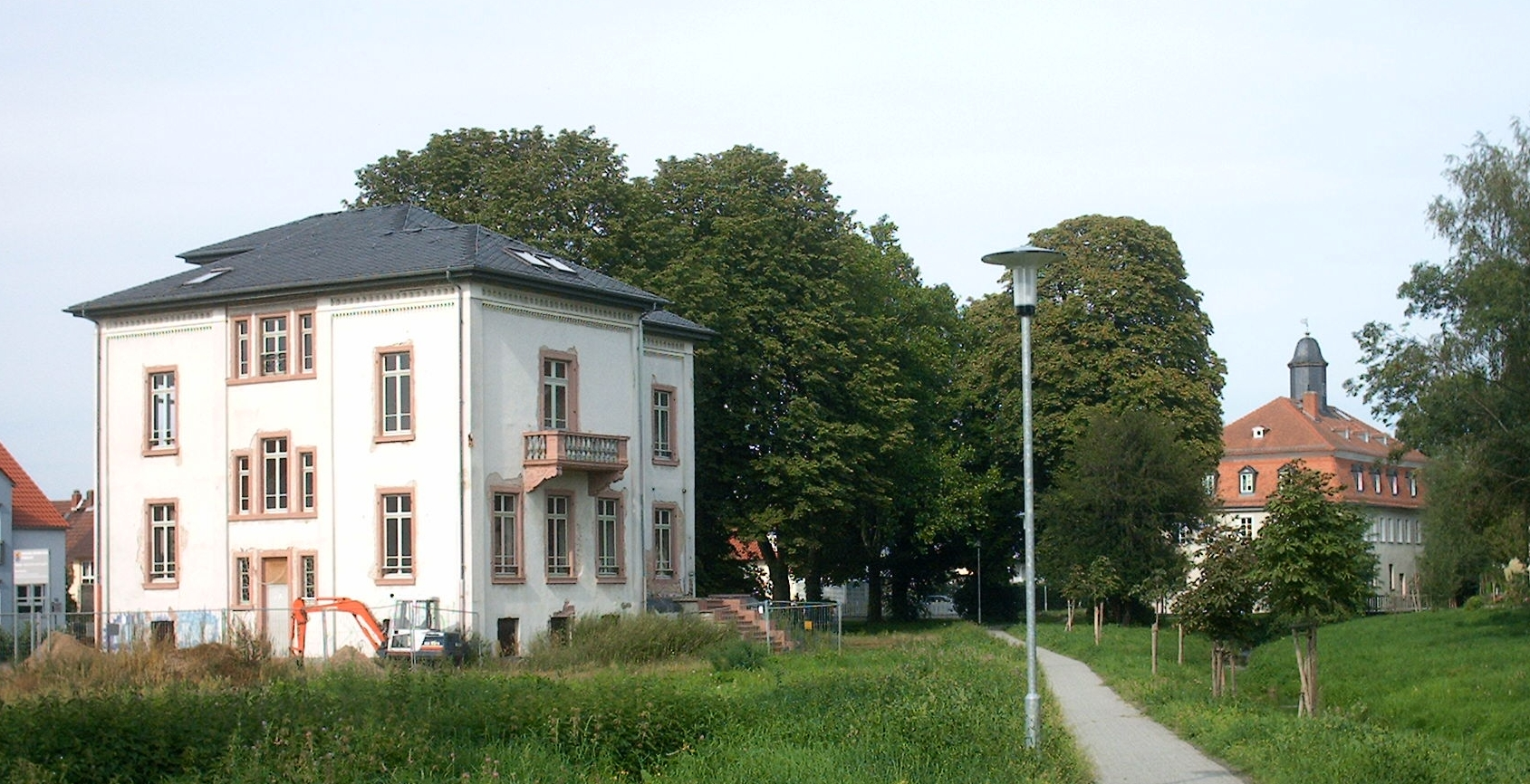
ビューヒナー邸
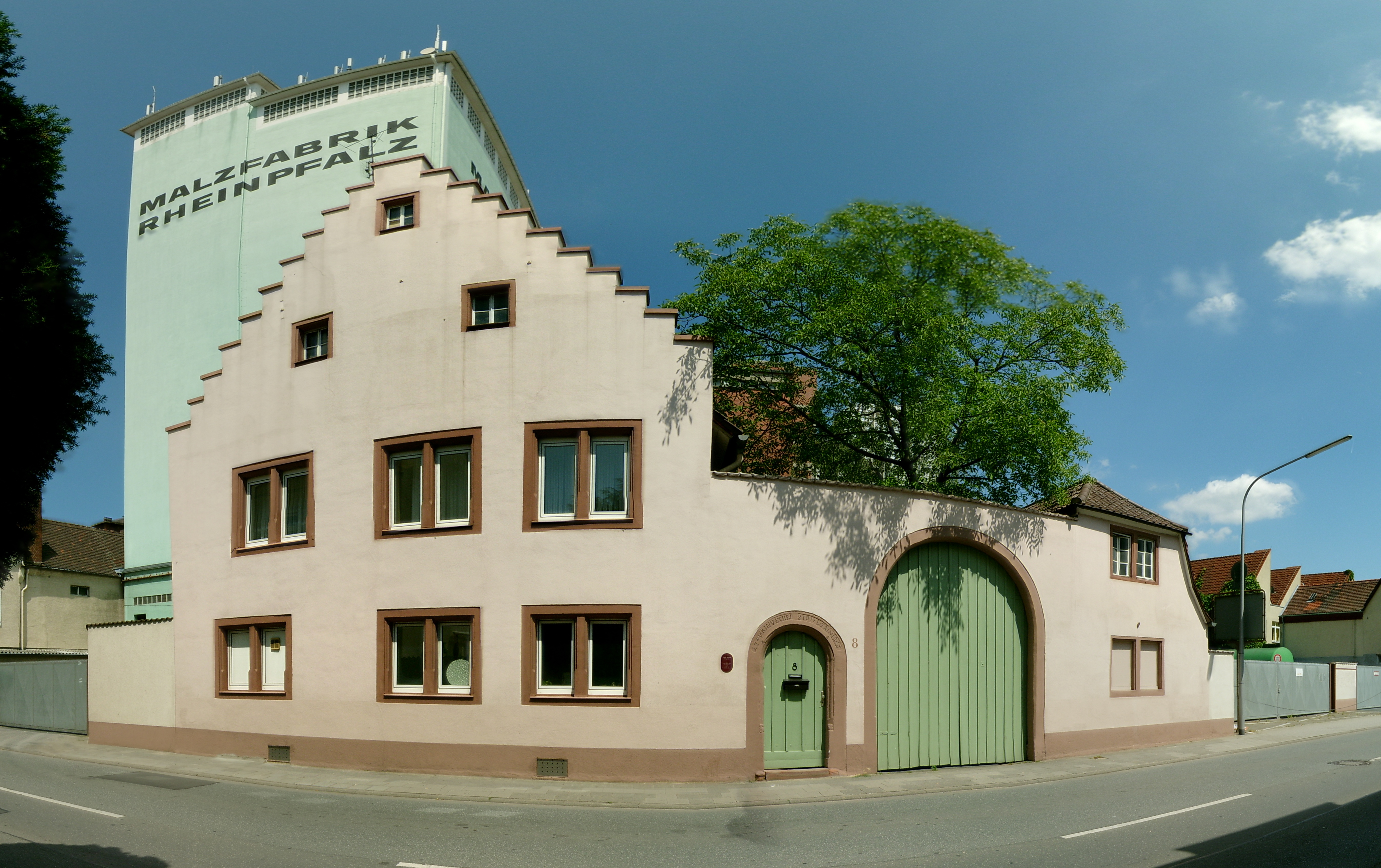
旧牧師館

### 年中行事
- プフングシュタット5月祭祝祭劇: 毎年5月末
- ビール造り祭: 毎年、夏。プフングシュタット醸造所主催。
- プフングシュタット現代文学会議: 毎年11月末に開催される。
- プフングシュタット街道教会祭: 毎年9月の第2週末に開催される。この街で最大の催しであり、打ち上げ花火も行われる。

### 余暇
レクリエーション施設としては、人工波のできる屋外プールやスケート場がある。

## 人物

### 出身者
- ペーター・グルント（1892年 – 1966年）建築家。1933年から1937年までデュッセルドルフ芸術アカデミー代表を務め、1935年から1937年にはNSDAPの都市建設白書を起草した。1947年から1959年にはダルムシュタット市の上級建設監督官となった。[5]
- フェルディナント・マイ（1896年 – 1977年）ライプツィヒの首席文芸員。DDRの主要な作家の一人。

### ゆかりの人物

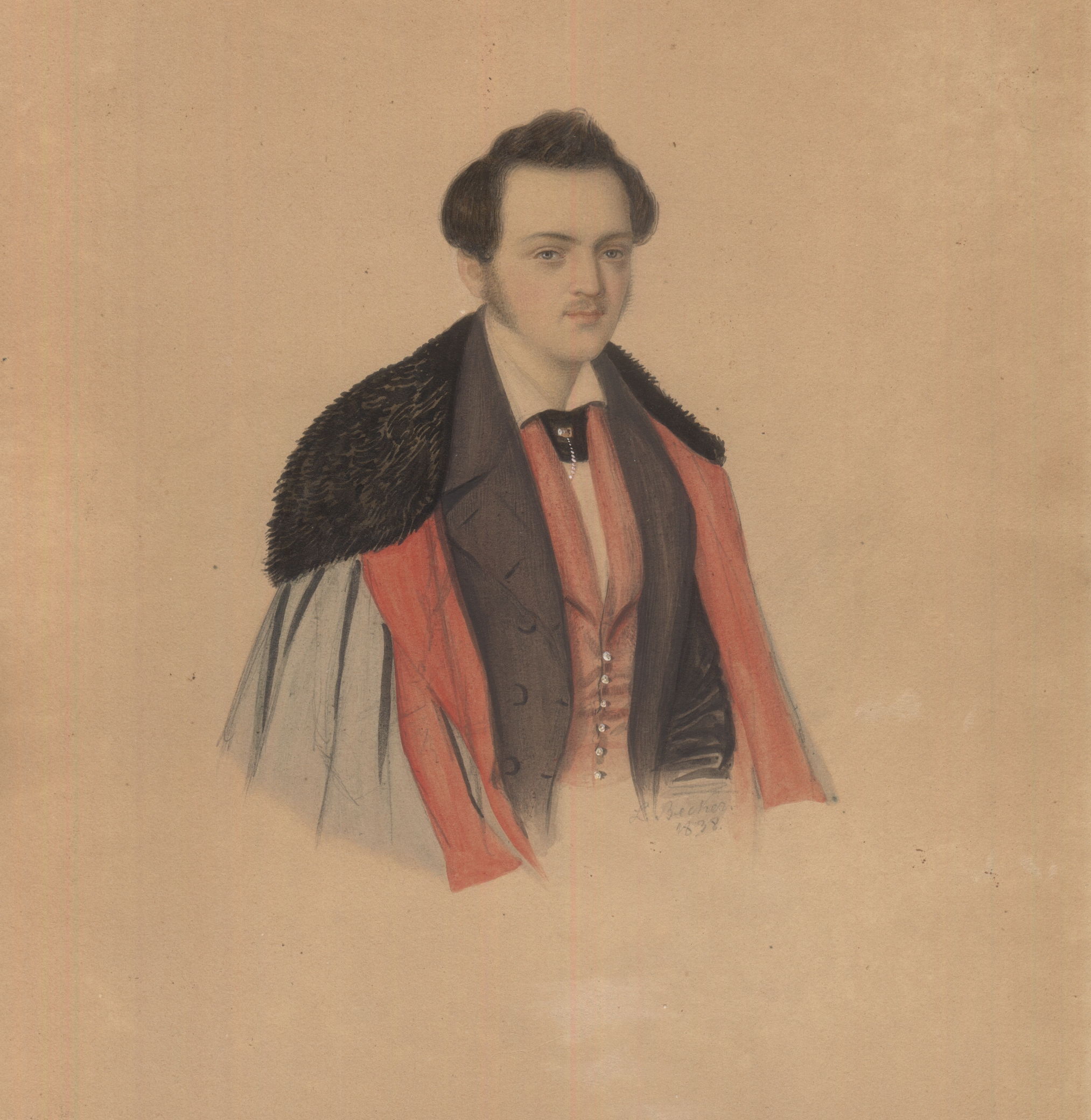
ヴィルヘルム・ビューヒナー

- ヴィルヘルム・ビューヒナー（1816年 – 1892年）政治家、起業家。詩人ゲオルク・ビューヒナーの弟。1845年から亡くなるまでプフングシュタットに住んだ。
- ゲオルク・ラープ（1869年 – 1932年）ヘッセン初の民主制下での経済・労働大臣（第一次ウルリヒ内閣）。1885年から亡くなるまでプフングシュタットに住んだ。
- ハイム・ヴァイツマン（1874年 – 1952年）初代イスラエル大統領。1892年からプフングシュタットの「イスラエル教育研究所」で自然科学領域の講義を行った。

## 引用
1. ↑  Hessisches Statistisches Landesamt: Bevölkerung in Hessen am 31.12.2023 (Landkreise, kreisfreie Städte und Gemeinden, Einwohnerzahlen auf Grundlage des Zensus 2011)]
2. ↑  Max Mangold, ed (2005). Duden, Aussprachewörterbuch (6 ed.). Dudenverl. p. 626. ISBN 978-3-411-04066-7
3. ↑  http://www.koeblergerhard.de/germanistischewoerterbuecher/althochdeutscheswoerterbuch/nhd-ahd.pdf
4. ↑  http://www.heinrich-tischner.de/22-sp/8namen/1ort/siedlung/allgemein/sdhe-sn.htm
5. ↑  http://www.nrw-architekturdatenbank.uni-dortmund.de/arch_detail.php?gid=48

### 二次資料
- Boehncke, Heiner; Brunner, Peter; Sarkowicz, Hans: Die Büchners oder der Wunsch, die Welt zu verändern. Frankfurt a.M. 2008. ISBN 978-3797310453 (mit einem ausführlichen Kapitel über Wilhelm Büchner in Pfungstadt)

これらの文献は翻訳元であるドイツ版の参考文献として挙げられていたものであり、日本語版の作成に際して直接参照してはおりません。